# 谢尔盖·潘捷列耶夫
谢尔盖·米哈伊洛维奇·潘捷列耶夫（羅馬化：Sergey Mikhaylovich Panteleyev；1951年7月4日—）是俄罗斯政治人物，第七届、第八届国家杜马代表。
1973年至2016年，潘捷列夫在列宁格勒基洛夫工厂工作。2016年当选第七届国家杜马代表。自2021年9月起，他担任第八届国家杜马代表。

## 制裁
潘捷列耶夫于2022年因俄乌战争而受到英国政府制裁。